# 丘行恭
丘行恭（586年—665年），本姓丘敦，字敬，鮮卑人，籍贯河南洛阳，后家徒岐州郿县（今陝西省寶雞市眉縣）。唐初軍事人物。

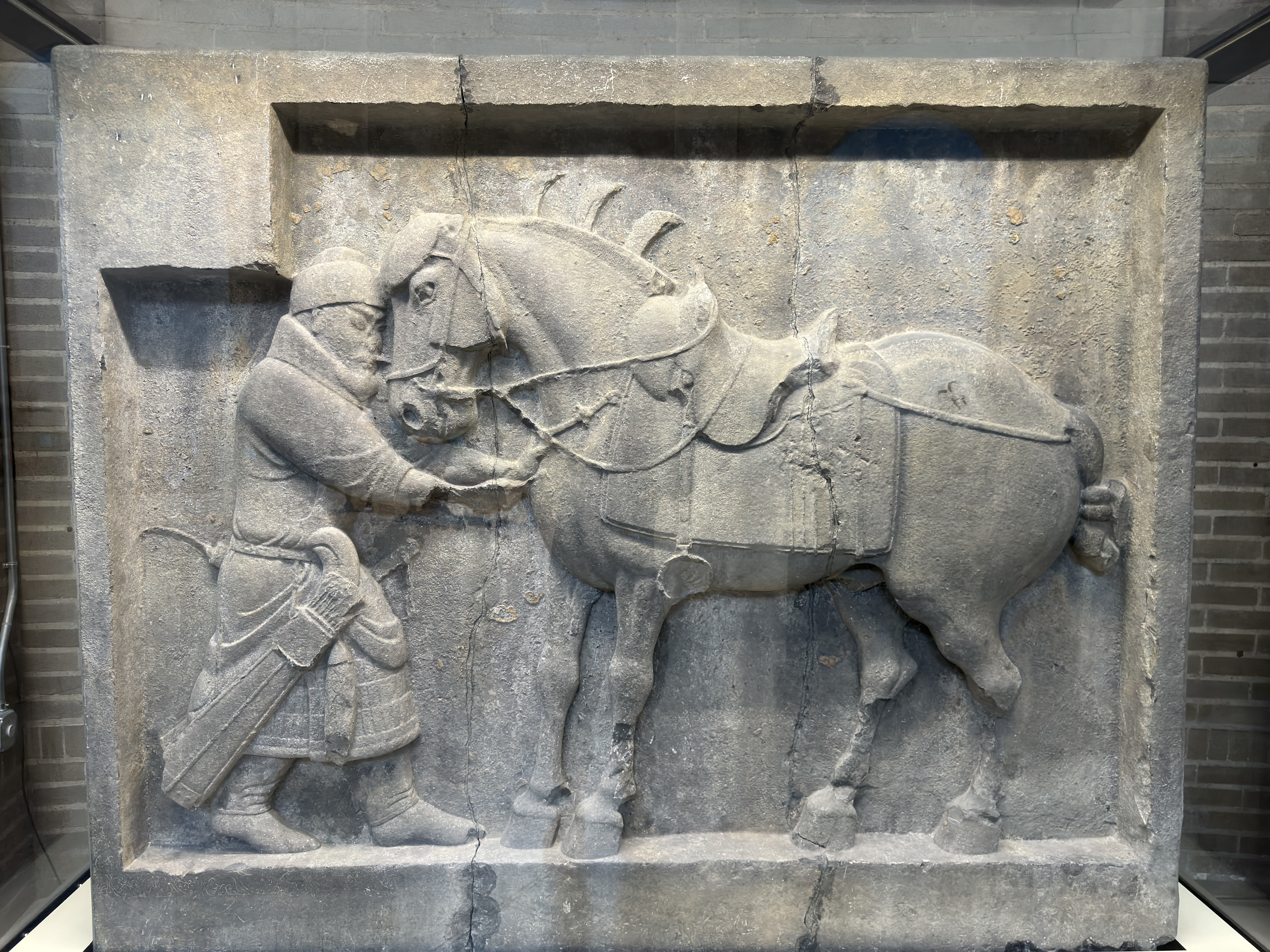
昭陵六骏之飒露紫，丘行恭为其拔箭。

丘行恭是隋末交趾郡太守丘和之子，为人骁勇，精于骑射。隋炀帝大业末年，天下大乱，他与兄长丘师利在岐州、雍州之间的郿城聚兵一万，结寨自保。后兄弟两人率部下在渭北归附李世民，拜光禄大夫。从其入长安，随征薛举、刘武周、王世充、窦建德等割据势力，频立战功，授左一府骠骑。在與王世充的戰爭中，丘行恭与李世民数十骑突入敌阵，杀敌颇多，透阵而出。至长堤时，李世民与部下走散，仅剩丘行恭一人一骑追随。敌军追击，李世民坐骑颯露紫中箭，情况危急，行恭乃回身御敌，放箭连毙追兵，使敌畏惧不前。他于是下马拔箭，又將自己的坐骑讓給李世民，牵着颯露紫，手执长刀左劈右砍，连斩多人，怒吼声震天动地，最终成功护住李世民破围而出。李世民即位后，下令在昭陵阙前竖立丘行恭拔箭的石刻，以纪念他的功劳。

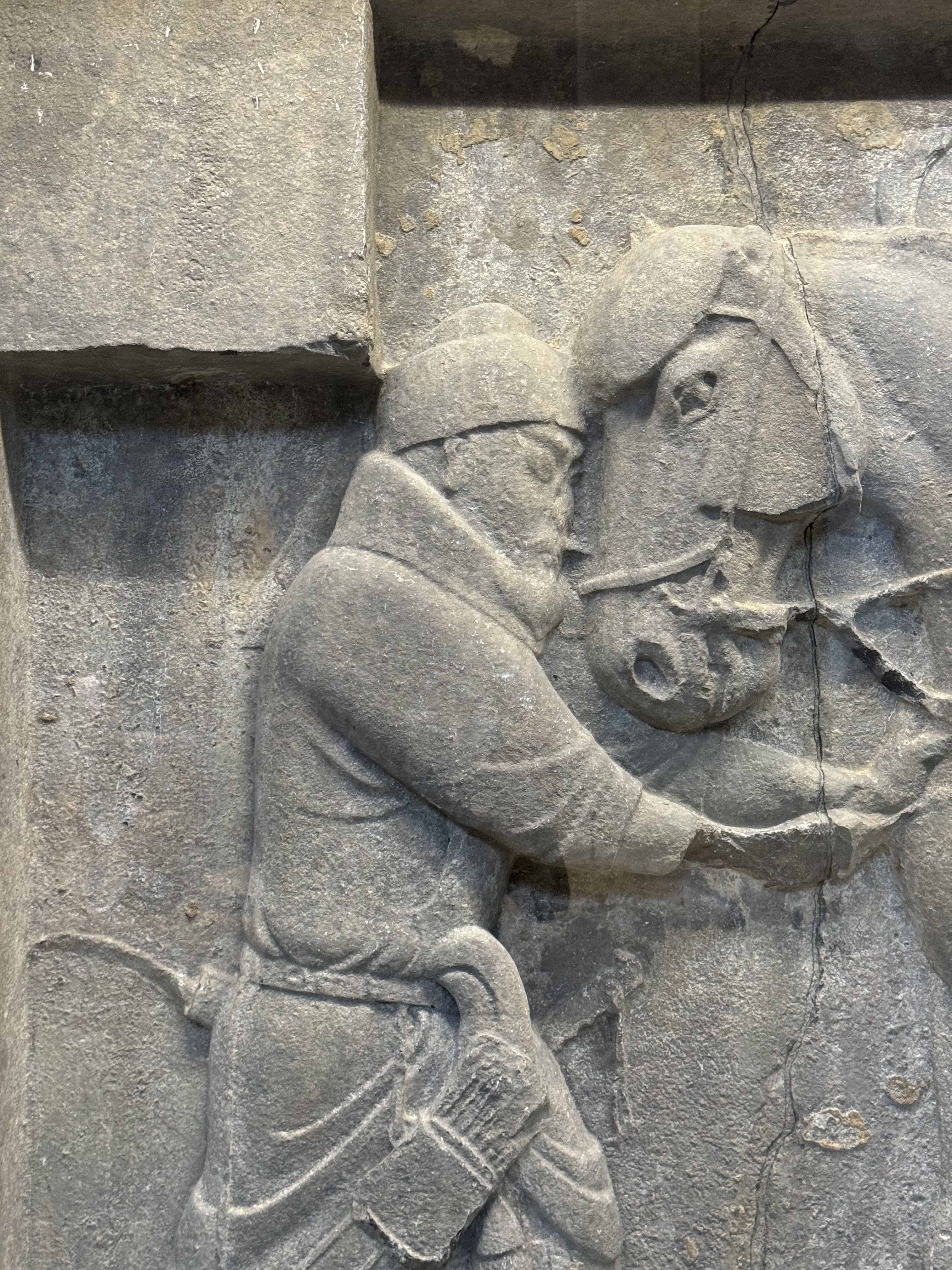
丘行恭

武德九年（626年），发生玄武门之变，丘行恭作为李世民亲信武将的一员参与行动，事后以功迁左卫将军。贞观年间，丘行恭因与嫡兄丘师利争葬生母，被法司弹劾，免官除名。贞观十四年（640年），丘行恭随侯君集攻灭高昌，封天水郡公，累除右武候将军。唐高宗嗣位，历迁右武侯大将军、冀陕二州刺史。不久请求致仕，拜光禄大夫。麟德二年（665年）卒，年八十。赠荆州都督，谥号“襄”，赐温明秘器，陪葬昭陵。
史載丘行恭生性严酷，官场同僚对他颇有忌惮，多次因手段残酷被弹劾免职。貞觀十七年（643年）一月，鄠县县尉游文芝告發代州都督劉蘭成謀反，一月戊申，蘭成被處以腰斬。丘行恭竟挖出蘭成的心肝烹食。唐太宗知道後責備他：“蘭成謀反，國有常刑，何至如此！若以為忠孝，則太子諸王先食之矣，豈至卿耶？”行恭慚愧无语。
有子丘神智、丘神勣、丘神福、丘神鼎。

## 延伸阅读
[在维基数据编辑]
 《新唐書·卷090》，出自《新唐書》